# 桑名 (小惑星)
桑名（くわな、5629 Kuwana）は小惑星帯の小惑星である。奥多摩観測所で、日置努と早川修司が発見した。
早川修司の故郷行田市の姉妹都市である、三重県桑名市から命名された。